# Jerônimo Rodrigues de Souza Moraes
Jerônimo Rodrigues de Souza Moraes ( 29 de setembro de 1860, Goiás (GO)—1949, Rio De Janeiro) Foi um político influente em Goiás durante a primeira república. 

## Biografia

### Formação
Jerônimo Rodrigues de Souza Moraes nasceu na influente família Rodrigues de Moraes. Tinha como tio Teodoro Rodrigues de Morais e como primo Jerônimo Rodrigues de Moraes Jardim e Cristiano Rodrigues de Souza Moraes, alem de outras personagens. Antes de entrar na carreira política ele se formou em medicina na  Faculdade de Medicina da Universidade Federal do Rio de Janeiro.

### Carreira política
em 1891 ele foi constituente estadual onde ele ajudou na formação da constituição estadual de Goiás de 1891. Foi eleito como deputado estadual na primeira legislação estadual de Goiás após o fim do Império. Durante 1893 atuou como o 1º secretário da mesa diretora dos deputados estaduais. Jerônimo foi novamente eleito como deputado estadual em 1898, cargo que ocupou até 1900. Durante 1901-1908 Jerônimo serviu como senador estadual. Após a revolução de 1909, Jerônimo serviu brevemente como intendente municipal de Goiás, e serviu como Secretário estadual da Instrução e Obras Públicas entre 1912 a 1915.